# Zbudské Dlhé, Humenné
Zbudské Dlhé este o comună slovacă, aflată în districtul Humenné din regiunea Prešov. Localitatea se află la altitudinea de 199 m deasupra n.m., se întinde pe o suprafață de 8,36 km2 și în 2017 număra 734 de locuitori.

## Istoric
Localitatea Zbudské Dlhé este atestată documentar din 1414.

## Demografie
| An:                | 1994 | 2004    | 2014    | 2024    |
| ------------------ | ---- | ------- | ------- | ------- |
| Număr de persoane: | 467  | 587     | 707     | 828     |
| Diferență:         |      | +25,69% | +20,44% | +17,11% |

| An:                | 2023 | 2024   |
| ------------------ | ---- | ------ |
| Număr de persoane: | 796  | 828    |
| Diferență:         |      | +4,02% |